# Mount Salisbury
Mount Salisbury är ett berg i Antarktis. Det ligger i Västantarktis. Nya Zeeland gör anspråk på området. Toppen på Mount Salisbury är 970 meter över havet.
Terrängen runt Mount Salisbury är platt österut, men västerut är den kuperad. Trakten är obefolkad. Det finns inga samhällen i närheten.